# Empresas públicas no estatales de Uruguay

Escudo de armas de la República Oriental del Uruguay

Las empresas públicas no estatales en Uruguay son instituciones o organizaciones creadas por iniciativa del Poder Ejecutivo mediante aprobación del Poder Legislativo. Estas organizaciones son sin ánimo de lucro y sus objetivos mayoritariamente son  de interés público y nacional.

## Creación
El surgimiento de los organismos públicos no estatales, se remonta a septiembre de 1928 cuando mediante la Ley N.º 8282 crea el Frigorífico Nacional. . Posteriormente en 1935 sería creada la Cooperativa Nacional de Productores de Leche. A partir de la década de 1980 y hasta a la actualidad surgirían nuevas instituciones y organizaciones mediante este sistema, tales como la Caja Notarial, la Caja de Compensaciones y Asignaciones Familiares, la Caja de Jubilaciones, LATU, entre otras.

## Caracteres
- Creados por ley.
- Cometidos de interés público. Cumplen actividades reputadas de interés público.
- No rige el TOCAF. Sus funcionarios no revisten la calidad de funcionarios públicos , se regulan por derecho laboral.
- Sus decisiones no son actos administrativos y su contratación no está alcanzada por la normativa general aplicable a la administración pública.
- Patrimonio propio. Sus bienes no son estatales, sus fondos suelen ser de doble origen, público y privado.
- El Tribunal de lo Contencioso Administrativo no es competente a su respecto, a diferencia del Poder Judicial
- No son aplicables los artículos 24 y 25 de la Constitución Nacional Uruguaya en materia de responsabilidad.

## Directorio
Los miembros de los directorios son designados por el Poder Ejecutivo. Al igual que los Entes descentralizados, los organismos públicos no estatales se relacionan con el Ejecutivo mediante un ministerio asignado. 
Sus funcionarios no son considerados empleados públicos.

## Organismos
En la actualidad hay un total de 41 organismos.
| Nombre                                                                                         | Sigla       | Creación |
| ---------------------------------------------------------------------------------------------- | ----------- | -------- |
| Administración Nacional del Mercado Eléctrico                                                  | ANME        | 1997     |
| Agencia del Cine y el Audiovisual del Uruguay                                                  | ACAU        | 2023     |
| Agencia Nacional de Desarrollo Económico                                                       | ANDE        | 2008     |
| Agencia Nacional de Investigación e Innovación                                                 | ANII        | 2006     |
| Caja Notarial de Seguridad Social                                                              |             | 1941     |
| Caja de Jubilaciones y Pensiones de Profesionales Universitarios                               |             | 1954     |
| Caja de Jubilaciones y Pensiones Bancarias                                                     |             | 1943     |
| Centro Ceibal para el Apoyo a la Educación a la Niñez y la Adolescencia                        |             |          |
| Centro Uruguayo de Imagenología Molecular                                                      | CUDIM       | 2008     |
| Colegio Médico del Uruguay                                                                     | CMU         | 2009     |
| Colegio Veterinario del Uruguay                                                                | CVU         | 2014     |
| Comisión Honoraria de Lucha Contra el Cáncer                                                   |             |          |
| Comisión Honoraria Administradora del Fondo de Seguro de Salud para los Funcionarios de O.S.E. |             | 1964     |
| Comisión Honoraria para la Lucha Antituberculosa y Enfermedades Prevalentes                    |             |          |
| Comisión Honoraria pro Erradicación de la Vivienda Rural Insalubre                             | MEVIR       | 1967     |
| Consejo de Capacitación Profesional                                                            | CECAP       |          |
| Corporación de Protección del Ahorro Bancario                                                  | CPAB        | 2008     |
| Corporación Nacional para el Desarrollo                                                        | CND         | 2009     |
| Cooperativa Nacional de Productores de Leche                                                   | CONAPROLE   | 1935     |
| Fondo Nacional de Recursos                                                                     | INR         | 1992     |
| Fondo de Solidaridad                                                                           |             | 1994     |
| Fondo Nacional de la Música                                                                    | FONAM       | 1995     |
| Fondo de Cesantía y Retiro de la Construcción                                                  |             | 2007     |
| Fondo de Financiamiento y Desarrollo Sustentable de la Actividad Lechera                       |             | 2007     |
| Instituto Nacional de Abastecimiento                                                           | INA         | 1996     |
| Instituto Nacional de Cooperativismo                                                           | INACOOP     | 2008     |
| Instituto Nacional de Impresiones y Publicaciones Oficiales                                    | IMPO        | 1996     |
| Instituto Nacional de Carnes                                                                   | INAC        | 1984     |
| Instituto Nacional de Calidad                                                                  | INACAL      | 2005     |
| Instituto Nacional de la Leche                                                                 | INALE       | 2007     |
| Instituto Nacional de Logística                                                                | INALOG      | 2010     |
| Instituto Nacional de Semillas                                                                 | INASE       | 1997     |
| Instituto Nacional de Investigación Agropecuaria                                               | INIA        | 1989     |
| Instituto Nacional de Vitivinicultura                                                          | INAVI       | 1987     |
| Instituto Nacional de Evaluación Educativa                                                     | INED        | 2008     |
| Instituto Nacional de Empleo y Formación Profesional                                           | INEFOP      | 2008     |
| Instituto Nacional de Regulación y Control del Cannabis                                        | IRCCA       | 2013     |
| Instituto Plan Nacional Agropecuario                                                           | INAP        | 1996     |
| Instituto de Promoción de las Inversiones y Exportaciones de Bienes y Servicios                | Uruguay XXI | 1997     |
| Laboratorios Tecnológicos del Uruguay                                                          | LATU        | 1967     |
| Parque Científico y Tecnológico de Pando                                                       |             | 2008     |
| Unidad Agroalimentaria Metropolitana                                                           | UAM         | 2011     |